# Perňák

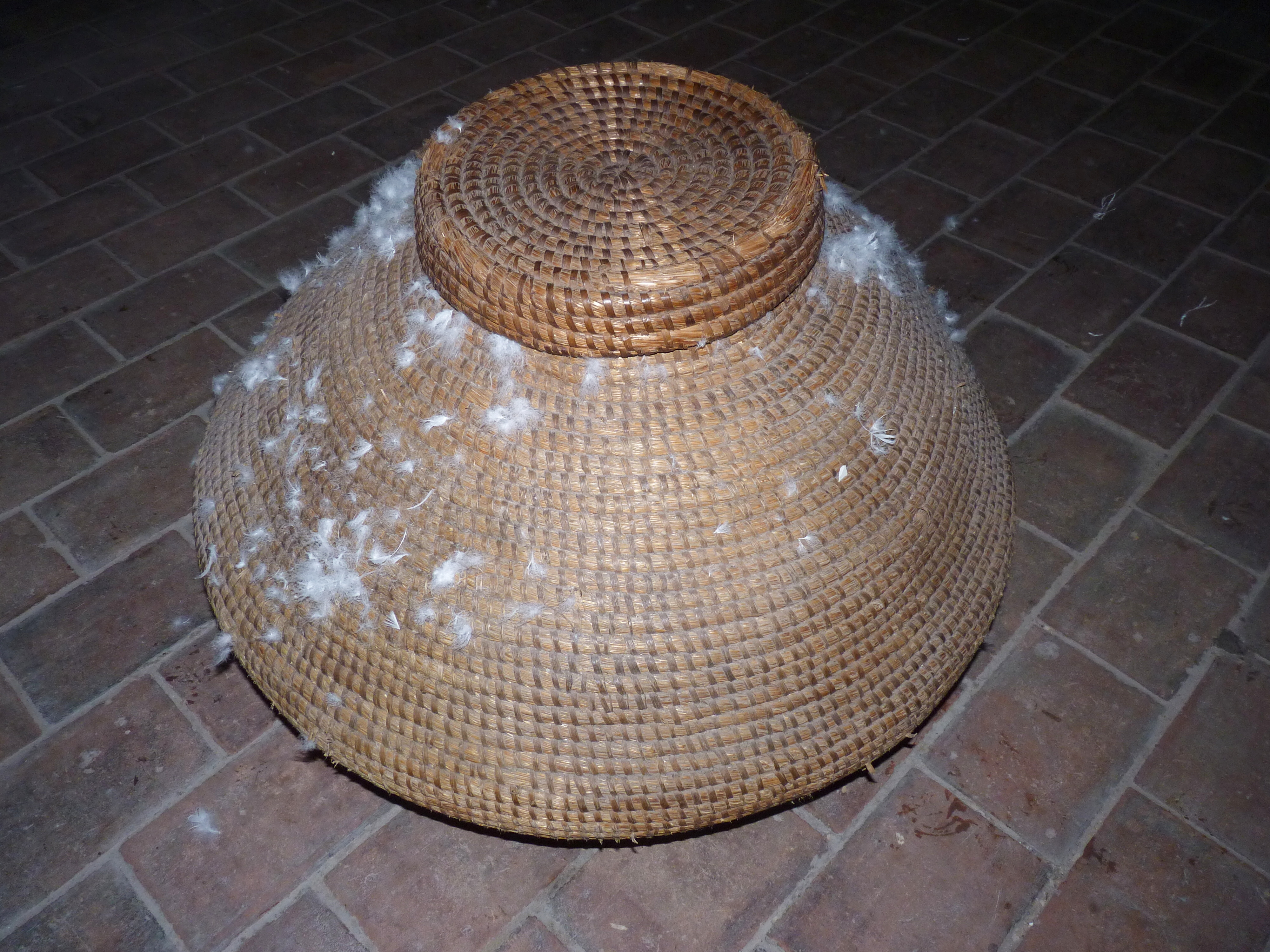
Slaměná zásobnice na peří, tzv. perňák

Zásobnice na peří, zvaná také perňák je slaměná nádoba, která sloužila k uskladňování nadraného peří. Nádoba byla vyráběna ze slámy a loubků. Loubky jsou naštípané proužky dřeva. Pletení nádoby probíhalo tak, že se prameny slámy oplétaly loubkem a vznikala výsledná podoba. Nádoba má na vrcholu otvor, kudy se vkládalo nadrané peří. Otvor se přiklápěl slaměným víkem.